# Tweede divisie (vrouwenhandbal) 2012/13
De tweede divisie is de op twee na hoogste afdeling van het Nederlandse handbal bij de dames op landelijk niveau. De tweede divisie bestaat uit twee gelijkwaardige onafhankelijke groepen/competities (A en B), elk bestaande uit twaalf teams met een eigen kampioen en degradanten.

## Tweede divisie A

### Teams
| Ploeg                   | Plaats       | Provincie     |
| ----------------------- | ------------ | ------------- |
| Auto Smeeing/BDC        | Soest        | Utrecht       |
| H.C.V. '90              | Velsen-Noord | Noord-Holland |
| Heeten/Plus Severijn    | Heeten       | Overijssel    |
| JMS/Hurry Up            | Zwartemeer   | Drenthe       |
| Hacol '90               | Oldenzaal    | Overijssel    |
| De Lutte                | de Lutte     | Overijssel    |
| Nieuw Heeten            | Nieuw Heeten | Overijssel    |
| Olympia HGL             | Hengelo      | Overijssel    |
| Succes Schoonmaak/VOC 2 | Amsterdam    | Noord-Holland |
| 't Fortuin/VVW          | Wervershoof  | Noord-Holland |
| VZV                     | 't Veld      | Noord-Holland |
| Z.A.P.                  | Breezand     | Noord-Holland |

### Stand
| Pos | Club                    | Wed | Ptn | Opmerking                    |
| --- | ----------------------- | --- | --- | ---------------------------- |
| 1   | Nieuw Heeten            | 22  | 42  | Promotie naar eerste divisie |
| 2   | VZV                     | 22  | 38  |                              |
| 3   | Hacol '90               | 22  | 29  |                              |
| 4   | Olympia HGL             | 22  | 27  |                              |
| 5   | Succes Schoonmaak/VOC 2 | 22  | 24  |                              |
| 6   | 't Fortuin/VVW          | 22  | 24  |                              |
| 7   | Z.A.P.                  | 22  | 20  |                              |
| 8   | De Lutte                | 22  | 14  |                              |
| 9   | JMS/Hurry Up            | 22  | 13  |                              |
| 10  | H.C.V. '90              | 22  | 11  |                              |
| 11  | Heeten/Plus Severijn    | 22  | 10  | Degradeert naar hoofdklasse  |
| 12  | Auto Smeeing/BDC        | 22  | 10  | Degradeert naar hoofdklasse  |

## Tweede divisie B

### Teams
| Ploeg                     | Plaats        | Provincie     |
| ------------------------- | ------------- | ------------- |
| AAC 1899                  | Arnhem        | Gelderland    |
| Gemini (Z)                | Zoetermeer    | Zuid-Holland  |
| HandbaL Venlo 2           | Venlo         | Limburg       |
| Hercules                  | 's-Gravenhage | Zuid-Holland  |
| Hellas 2                  | 's-Gravenhage | Zuid-Holland  |
| Hendriks Graszoden/Leudal | Horn - Neer   | Limburg       |
| Marsna                    | Valkenburg    | Limburg       |
| M.H.V. '81                | Mill          | Noord-Brabant |
| United Breda              | Breda         | Noord-Brabant |
| VENECO VELO               | Wateringen    | Zuid-Holland  |
| Ventura                   | Schiedam      | Zuid-Holland  |
| Verburch                  | Poeldijk      | Zuid-Holland  |

### Stand
| Pos | Club                      | Wed | Ptn | Opmerking                    |
| --- | ------------------------- | --- | --- | ---------------------------- |
| 1   | United Breda              | 22  | 37  | Promotie naar eerste divisie |
| 2   | Verburch                  | 22  | 35  |                              |
| 3   | Hendriks Graszoden/Leudal | 22  | 31  |                              |
| 4   | Gemini (Z)                | 22  | 29  |                              |
| 5   | Hercules                  | 22  | 28  |                              |
| 6   | VENECO VELO               | 22  | 25  |                              |
| 7   | M.H.V. '81                | 22  | 22  |                              |
| 8   | AAC 1899                  | 22  | 19  |                              |
| 9   | HandbaL Venlo 2           | 22  | 15  |                              |
| 10  | Hellas 2                  | 22  | 12  |                              |
| 11  | Marsna                    | 22  | 9   | Degradeert naar hoofdklasse  |
| 12  | Ventura                   | 22  | 2   | Degradeert naar hoofdklasse  |